# Peter Poiger
Peter Poiger ist ein ehemaliger österreichischer Basketballspieler und -schiedsrichter.

## Laufbahn
Poiger nahm mit der österreichischen Basketballnationalmannschaft am Qualifikationsturnier für die Olympischen Spiele 1972 teil, fünf Jahre später spielte er bei der Europameisterschaft in Belgien, nachdem die Mannschaft zuvor unerwartet von der C- bis in die A-Gruppe aufgestiegen war.
Er bestritt insgesamt 107 Länderspiele für Österreich.
Auf Vereinsebene spielte Poiger für den UBSC Wien, mit dem er in den 1970er und frühen 1980er Jahren das Basketball-Geschehen in Österreich bestimmte, mehrmals Meister wurde und im Europapokal antrat.
Als Schiedsrichter war er ebenfalls auf internationalem Niveau aktiv und leitete unter anderem Europapokalpartien.
Poigers Ehefrau Gisela war österreichische Basketballnationalspielerin, sie starb im Oktober 2017. Der gemeinsame Sohn Richard war ebenfalls Basketball-Nationalspieler.